# An Endless Sporadic
An Endless Sporadic est un groupe de rock progressif américain, originaire de Woodland Hills, en Californie. 

## Biographie
Les fondateurs du groupe, Zach Kamins et Andy Gentile se rencontrent en 1999 au Bellaire High School et décident de former un groupe. Le groupe se baptise An Endless Sporadic en 2004.
Le groupe sort son premier EP Ameliorate en 2008, la plupart des morceaux étant inclus dans les jeux vidéo Guitar Hero et Tony Hawk's American Wasteland, grâce à leur popularité sur Internet. Ameliorate est publié sur iTunes. Le groupe publie ensuite son premier album, homonyme, le 25 novembre 2009, qui fait participer le guitariste Roine Stolt des Flower Kings et le bassiste Jonas Reingold (aussi de The Flower Kings).
Le claviériste de Dream Theater Jordan Rudess et le guitariste Roine Stolt sont invités sur l'album Magic Machine (2016) qui est publié en indépendant,,,.

## Discographie
- 2008 : Ameliorate (EP)
- 2009 : An Endless Sporadic
- 2016 : Magic Machine